# Feroleto della Chiesa
Feroleto della Chiesa är en ort och kommun i storstadsregionen Reggio Calabria, innan 2017 provinsen Reggio Calabria, i regionen Kalabrien i Italien. Kommunen hade 1 650 invånare (2017).